# Heresiarches vishwanathai
Heresiarches vishwanathai är en stekelart som först beskrevs av Gupta 1955.  Heresiarches vishwanathai ingår i släktet Heresiarches och familjen brokparasitsteklar. Inga underarter finns listade i Catalogue of Life.